# Centraleuropæiske blandede skove
Centraleuropæiske  blandede skove (WWF ID: PA0412) er et tempereret løvskovsområde, der dækker store dele af det nordøstlige Europa, fra Tyskland til Rusland. Området er kun omkring en tredjedel skovklædt, med pres fra menneskeligt landbrug, der efterlader resten i et kludetæppe af traditionelle græsgange, enge, vådområder. Økoregionen ligger i det tempererede bredbladede og blandede skovbiome og det palæarktiske rige med et fugtigt kontinentalt klima. Det dækker et område på 731.154 km2.

## Placering og beskrivelse
Økoregionen dækker de tidligere isdækkede centrale sletter i Centraleuropa, fra det østlige Tyskland og Østersøens kyster, gennem store dele af Tjekkiet, Polen, det sydlige Litauen, Hviderusland, det vestlige og centrale Ukraine og en del af Rusland (i Brjansk og Kaliningrad Oblasts). Terrænet er for det meste fladt lavland i midten, kuperet morænedomineret i nord og højland mod syd langs Karpaterne. Mod nord ligger den sarmatiske økoregion med blandede skove, hvis skove har mere gran og fyrretræ. Mod øst ligger den østeuropæiske skovsteppe, hvor skoven står tyndt i græsarealer. Mod syd ligger økoregionen i Karpaternes bjergskove, der byder på bjerggræsgange og skove af bøg, gran, elm og dværgfyr.  Også mod nord er de baltiske blandede skove af ege, avnbøg og lindetræer på flad, sur jord. Mod vest ligger den vesteuropæiske løvskovs- økoregion, som nu for det meste er dyrket landbrugsjord.

## Klima
Dele af økoregionen i Tyskland og det vestlige Polen har et klima, der er klassificeret som oceanisk klima, subtropisk højlandssort (Cfb) . Den østlige del har et klima med fugtigt kontinentalt klima (undergruppe varm sommer) iht. Köppen klimaklassificering (Dfb). Dette klima er kendetegnet ved store sæsonbestemte temperaturforskelle og en varm sommer (mindst fire måneder i gennemsnit over 10o C, men ingen måned i gennemsnit over 22o C. Somrene bliver varmere og vintrene koldere, når du bevæger dig mod øst over økoregionen, på grund af bevægelsen mod centrum af kontinentet ("kontinentalitet"). Den gennemsnitlige januartemperatur er -1o C i Tyskland til -6o C i Hviderusland. Nedbørsgennemsnittet mellem 500 mm og 700 mm, hvor det meste falder i løbet af sommerens vækstsæson. 

## Flora og fauna
Egeskove er karakteristiske i hele regionen, med nogle fyrreskove i nord. Skovdækket varierer fra 15 % i Ukraine til 33 % i Tjekkiet.  Det mest almindelige træ i økoregionen, der dækker halvdelen af det skovklædte areal, er skovfyr (Pinus sylvestris), som er blevet plantet meget i løbet af de sidste 200 år. De oprindelige blandede løvskove er for det meste blevet erstattet af landbrug. De ikke-skovklædte områder er stort set enge og græsgange dedikeret til landbrugsformål. Der er også omfattende vådområder i lavlandet. Vådområderne understøtter forskellige fuglesamfund, men pattedyr er stærkt presset af menneskelig arealanvendelse. På grund af terrænets ensartethed og åbenhed over for andre regioner er der ingen endemiske arter i økoregionen. I nogle lande er 20-30 af pattedyrarterne truet.

### Europæisk bison
Białowieża-skoven på grænsen mellem Hviderusland og Polen er hjemsted for en af de sidste bestande af europæisk bisoner, også kendt som wisent, det tungeste overlevende vilde landdyr i Europa Historisk set omfattede wisentens udbredelse hele den europæiske lavlandet, der strækker sig fra Centralmassivet til Kaukasus. Dens udbredelse faldt, efterhånden som voksende menneskelige befolkninger fældede træer. Den europæiske bison uddøde i det sydlige Sverige i det 11. århundrede, og det sydlige England i det 12. århundrede. Arten overlevede i Ardennerne og Vogeserne indtil det 15. århundrede, før den blev jaget til udryddelse. I midten af det 16. århundrede afsagde kong Sigismund 2. Augustus af Polen dødsstraf for krybskytteri mod europæisk bison i Białowieża. På trods af disse foranstaltninger fortsatte bestanden med at falde. Under Første Verdenskrig dræbte besættende tyske tropper 600 wisenter til mad, huder og horn. Den sidste vilde europæiske bison i Polen blev dræbt i 1919. De blev genindført fra fangenskab.

## Beskyttelser
De centraleuropæiske blandingsskove er blevet hårdt ramt af menneskelig aktivitet. De fleste beskyttede områder er små og fragmenterede. Nogle af de store eller mere repræsentative beskyttede områder i økoregionen omfatter:
- Belovezhskaya Pushcha National Park/Białowieża National Park, er henholdsvis den hviderussiske og polske side af Białowieżas (areal: 1.500 km2 / 150 km2)
- Białowieża-skoven (Hviderusland, Polen), det sidste store fragment af gammel skov, der tidligere strakte sig over den europæiske slette. P(Areal: 3.086 km2)
- Biebrza National Park, den største nationalpark i Polen, er 25% skovklædt, resten er mark, eng og mose. (Areal: 592 km2)
- Bryansky Les Nature Reserve, er et område med gammel skov på den østlige spids af økoregionen i Bryansk Oblast, Rusland. (Areal: 122 km2)
- Nedre Polesien Nationalpark, i det nordvestlige Ukraine, er repræsentativ for Polesien -området i Polen, Hviderusland, Ukraine og Rusland. (Areal: 88 km2)
- Midtelben Biosfærereservat, strækker sig langs Elben-floden i Sachsen-Anhalt, Tyskland, og dækker det største flodengkompleks i Mellemeuropa. (Areal: 430 km2)
- Narew Nationalpark (Polen), dækker vådområder langs Narew-flodens moræner, hvilket er et eksempel på en forgrenet flod. (Areal: 78 km2)